# 이탈리아의 알바니아 침공
이탈리아의 알바니아 침공(알바니아어: Pushtimi italian i Shqipërisë)은 1939년 4월 이탈리아 왕국이 알바니아 왕국을 침공하고 점령한 사건이다. 이 군사 전역은 베니토 무솔리니의 제국주의적 정책의 결과였다. 알바니아가 빠르게 항복하면서 알바니아의 왕인 조구 1세는 해외로 망명했으며 알바니아는 사보이아 왕가와의 동군연합 형식으로 이탈리아 왕국의 일부가 되었다.

## 배경
알바니아는 상당히 긴 시간 동안 이탈리아 왕국에게 전략적으로 중요했다. 이탈리아 해군의 전략은 블로러 만의 블로러 항구와 사잔 섬을 가지게 되면 이탈리아가 아드리아해의 입구를 가질 수 있게 된다는 것이다. 또한, 알바니아는 이탈리아에게 발칸 반도의 교두보로 작용했다. 제1차 세계 대전 이전 이탈리아 왕국과 오스트리아-헝가리 제국은 알바니아 독립국이 중요했다. 전쟁 발발 이후, 이탈리아는 오스트리아-헝가리의 점령에 맞써 알바니아 남쪽 절반을 차지하고 점령했다. 이 성공은 알바니아 레지스탕스의 블로러 전쟁과 전후 국내 문제로 인해 1920년 이후 이탈리아가 후퇴했다. 이 실패를 보상하겠다는 욕망이 이탈리아가 알바니아를 침공하게 되는 동기 중 하나이다.
무솔리니는 권력을 장악한 이후 알바니아로 눈을 돌렸다. 이탈리아는 알바니아의 광물 자원을 이용할 수 있다는 조약을 맺은 1925년부터 경제적 침투를 시작했다. 이것은 1926년 1차 티라나 조약과 1927년 2차 티라나 조약으로 이탈리아-알바니아 동맹이 형성된다. 알바니아 정부는 이탈리아 정부에게 경제적으로 대출을 보조받고, 알바니아 군은 이탈리아군 장교가 훈련했으며, 이탈리아의 식민 정착이 격려되었다. 이탈리아의 영향력이 강해지자, 조구 1세는 이탈리아의 압력에 굴복하기를 거부했다. 그는 1931년 이탈리아의 조약 갱신 요구에 1926년 티라나 조약의 갱신을 거부했다. 알바니아가 1934년 유고슬라비아 왕국과 그리스 제2공화국에게 통상 조약을 맺은 이후, 무솔리니는 알바니아에게 전함을 보내 알바니아를 위협했으나 실패했다.
나치 독일이 오스트리아와 체코슬로바키아를 점령하자, 이탈리아는 강철 조약에서 점점 작아지는 것처럼 보였다. 알바니아 왕자의 출산이 임박한 한편 조구 1세의 왕조는 지속적으로 위협받았다. 1939년 3월 15일 히틀러가 이탈리아의 무솔리니에게 사전에 알리지 않고 체코슬로바키아를 침공하자, 이탈리아는 알바니아 합병 작업을 시작하기로 한다. 이탈리아의 왕 비토리오 에마누엘레 3세는 알바니아 합병이 불필요한 위험성을 가진다고 반대했다. 그러나, 무솔리니는 1939년 3월 25일 티라나에게 이탈리아의 알바니아 점령을 받아들이라는 최후 통첩을 전달했다. 조구 1세는 알바니아의 이탈리아 식민지화와 점령을 하는 대신 돈을 받겠다는 것을 거절했다.
알바니아 정부는 이탈리아 최후 통첩을 비밀로 했다. 티라나 라디오가 아무것도 발생하지 않았음을 계속 방송하는 동안, 사람들은 의심을 품었고 이탈리아 최후 통첩에 관한 것은 비공식적 경로를 통해 퍼지게 되었다. 4월 5일, 알바니아 왕자가 태어났고 이 뉴스는 대포로 알려졌다. 사람들은 놀라서 거리에 뛰쳐나왔지만, 왕자가 태어났다는 소식을 듣고 진정되었다. 사람들은 티라나에서 반이탈리아 시위가 일어난 같은 날에 무언가 일어나고 있다는 의심을 품었다. 4월 6일 알바니아 주요 도시에 시위가 일어났다. 같은 날 오후 100여 대의 이탈리아 항공기가 티라나, 두러스, 블로러 등 대도시에 이탈리아가 점령한다는 전단지를 뿌렸다. 사람들은 거리에서 시위를 벌이며 정부에 저항했고, "공산주의자"로 체포된 사람들의 석방을 요구했다. 군중들은 "우리에게 무기를 줘라! 우리가 팔리고 있다! 우리는 배신당하고 있다!"라고 소리쳤다. 국가 동원이 시작되는 동안, 많은 고위직 임원이 알바니아를 떠났다. 또한, 정부는 사라졌다. 내무부 장관인 무카 주카는 같은 날 유고슬라비아로 망명했다. 조구 1세가 이탈리아의 점령 시도에 저항할 것이라고 방송하는 동안 사람들은 정부가 포기했다고 생각했다.

## 침공

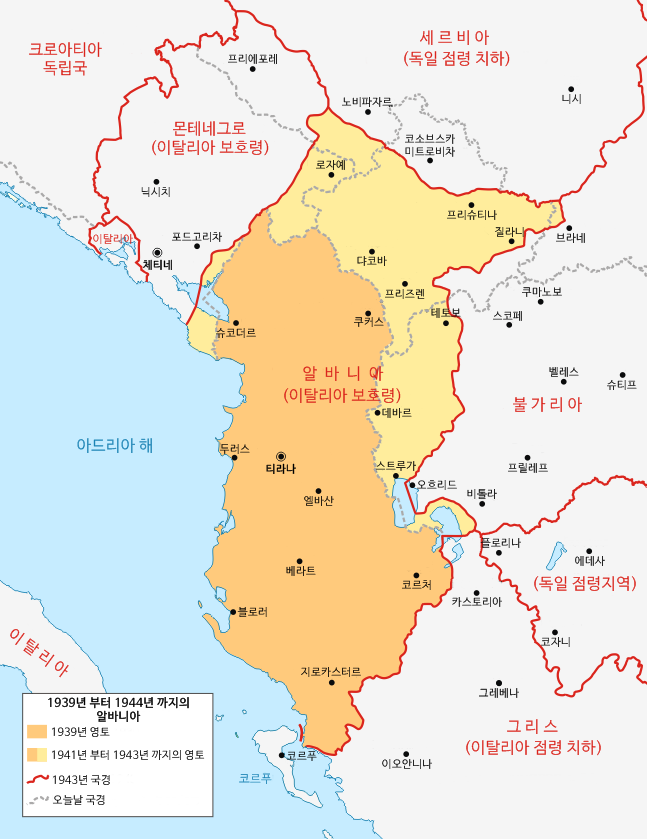
이탈리아 점령기의 알바니아.

이탈리아의 원래 침공 계획은 비행기 400대와 해군 함정 137정으로 5만명을 상륙시키는 것이었다. 이 계획은 궁극적으로 항공기 600대를 동원한 10만명 상륙으로 바뀌었다. 4월 7일 알프레도 구조니가 이끄는 무솔리니 군단이 알바니아의 모든 항구를 공격하면서 알바니아 침공을 시작했다. 각각 사란더에 65개 군, 블로러에 40개 군, 두러스에 38개 군, 슈엔진에 28개 군, 비스티 이 팔로스에 8개 군을 투입했다.
한편, 알바니아군은 이탈리아 장교의 지시를 받은 15,000명의 장비를 제대로 갖추지 못한 군이 있었다. 조구 왕의 계획은 무방비 상태의 항구 및 도시를 떠나 산악 지역에서 저항한다는 것이었으나, 알바니아의 이탈리아인 군사 고문은 이 계획을 무시했다. 알바니아는 대포가 망가졌고 탄약이 없음을 알아냈다. 결과적으로, 주요 저항은 경찰 및 소규모 자원대가 하고 있었다.
두러스 항구에는 아바스 쿠피가 이끄는 대부분 경찰과 시민으로 이루어진 360명의 군을 이끌고, 두러스의 헌병대 사령관인 무조 울치니쿠가 해상을 맡으면서 이탈리아의 진군을 저지했다. 소무기와 기관총 3개만 갖추고 있었지만, 이탈리아 경전차 다수가 상륙할 때까지 몇 시간 동안 이탈리아군을 저지하는 데 성공했다. 이후, 저항이 멈추고 5시간만에 이탈리아군이 도시를 점령했다.
첫날 오후 1시 30분, 모든 알바니아 항구가 이탈리아에게 점령되었다. 같은 날, 왕 조구 1세와 그의 비 제럴딘, 막 태어난 왕자 알바니아 왕자 레카가 알바니아 중앙 은행의 모든 금을 가지고 그리스로 망명했다. 이 소식을 듣고 분노한 시민들이 감옥을 공격하여 모든 죄수를 풀어주고 왕궁은 불타올랐다. 4월 8일 오전 9시 30분, 이탈리아군은 티라나를 점령하고 신속하게 모든 정부청사를 점령했다. 이후, 이탈리아군은 슈코더르, 피에르, 엘바산 방면으로 전진했다. 슈코더르는 12시간 이후인 저녁에 항복했다. 그러나, 로파자 성의 2명의 주둔군 장교는 휴전 명령을 거부하고 탄약이 다 떨어질 때까지 전투했다. 이탈리아군은 하루 동안 슈코더르에서 진군이 중단된 것에 대해 경의를 표했다. 이탈리아군이 슈코더르로 진군하는 동안, 감옥을 포위하고 죄수 200명이 석방되었다.
이 전투의 사상자에 대해서는 이의가 만다. 예를 들어, 이탈리아군은 슈코더르 전투에서 이탈리아군 25명이 사망하고 97명이 부상을 입었으며 알바니아군 160명이 사망하고 수백 명이 부상을 입었다고 주장했으나, 두러스 시민들은 이탈리아군 400명이 사망했다고 주장했다. 이 손실을 덮기 위해, 이탈리아군은 즉시 두러스의 항구와 거리를 세척했다.
4월 12일, 알바니아 의회는 조구 1세를 추방하고 이탈리아 민족 단결이라는 명목으로 비토리오 에마누엘레 3세가 동군연합의 형식으로 알바니아의 왕이 되었다. 또한, 알바니아 최대의 토지 소유자인 세프케트 볼라치(Shefqet Vërlaci)가 알바니아의 새 총리가 되었다. 또한, 볼라치는 빅토리오 에마누엘레 3세가 로마 퀴리날레 궁전에서 알바니아 왕직을 받을 때까지 5일 동안 공식적인 국가 원수를 맡았다. 빅토리오 에메누엘레 3세는 전 알바니아 대사인 프란시스코 자코모니(Francesco Jacomoni di San Savino)를 알바니아를 대표하는 "왕의 중장"(실질적인 부왕)으로 임명했다.

## 여파

이탈리아 왕국
알바니아 왕국

이탈리아 점령 기간 동안 알바니아의 국기.

1939년 4월 15일, 알바니아는 국제 연맹에서 탈퇴했다. 1939년 6월 3일, 알바니아 외무부는 이탈리아 외무부에 통합되었고, 알바니아 외무 장관인 세밀리 디노(Xhemil Dino)는 이탈리아의 대사가 되었다. 알바니아를 점령한 이후, 베니토 무솔리니는 이탈리아 제국을 선포하고 빅토리오 에메누엘레 3세는 3년 전에 점령한 에티오피아의 황제이자 알바니아의 왕 직을 받았다. 알바니아군은 이탈리아군 산하로 들어가고 1940년 공식적으로 이탈리아군에 병합되었다. 또한, 검은 셔츠단은 처음에는 알바니아에 거주했던 이탈리아인을 대상으로, 나중에는 알바니아계에서도 알바니아 민병대 4개 군단을 모집했다.
1940년 6월 10일, 알바니아는 이탈리아와 함께 프랑스와 영국에게 선전포고했다. 알바니아는 1940년 10월 열린 그리스-이탈리아 전쟁의 기반을 맡았고 알바니아군은 그리스와의 전쟁에 참여하지만, 대규모로 전선이 붕괴되었다. 지로카스터르와 코르처를 포함한 알바니아 남부는 전역 기간 동안 그리스군이 점령했으며, 1941년 4월 독일군이 그리스를 항복시킨 후 이탈리아군은 승자가 되었다. 1941년 5월, 알바니아는 코소보, 몬테네그로 일부, 바르다르 바노비아를 합병하고 민족주의적인 대알바니아를 선포했다. 이피로스 지역의 서부 해안 지역의 일부분인 채메리아(Chameria)는 합병되어 알바니아 고등 판무관 산하가 되었으며 실질적으로는 이탈리아 점령했다. 1943년 9월 이탈리아가 항복한 이후, 독일군은 알바니아를 침공하여 짧은 전투 이후 알바니아를 점령했다.
제2차 세계 대전 동안 알바니아 민족군 몇몇을 포함한 알바니아 파르타잔은 이탈리아(1942년 가을 이후)군과 독일군에 맞써 싸웠다. 1944년 10월, 독일군은 제2차 이아시-키시뇨프 공세로 루마니아 왕국과 불가리아 왕국이 항복한 이후 발칸반도 남부에서 후퇴했다. 독일군이 후퇴하고 알바니아 공산군이 기습을 한 이후 알바니아 파르타잔은 알바니아 민족주의자를 분쇄하고 알바니아 공산당의 엔베르 호자가 대통령으로 취임했다.

## 같이 보기
- 알바니아 왕립 육군
- 아드리아 해 전역 (제2차 세계 대전)